# Pismo Wilhelma Kleina
Pismo Wilhelma Kleina było pismem stworzonym dla osób niewidomych lub z inną dysfunkcją wzroku, opartym na alfabecie łacińskim, lecz drukowanym czcionką szpilkową tzn. wypustkami w papierze. Choć pismo to jest łatwe w "wyczuciu" i nie wymaga nauki znaków, nie weszło w ogólne użycie powodu wolnego tempa czytania i pisania.